# マーガレット (スノードン伯爵夫人)

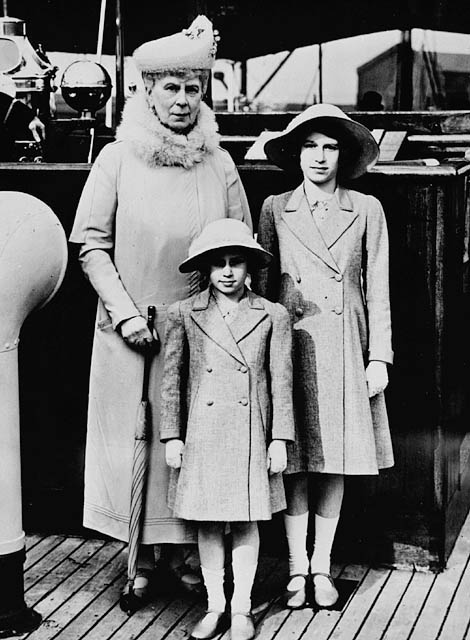
マーガレット王女（9歳）と祖母メアリー王太后と姉のエリザベス（13歳）

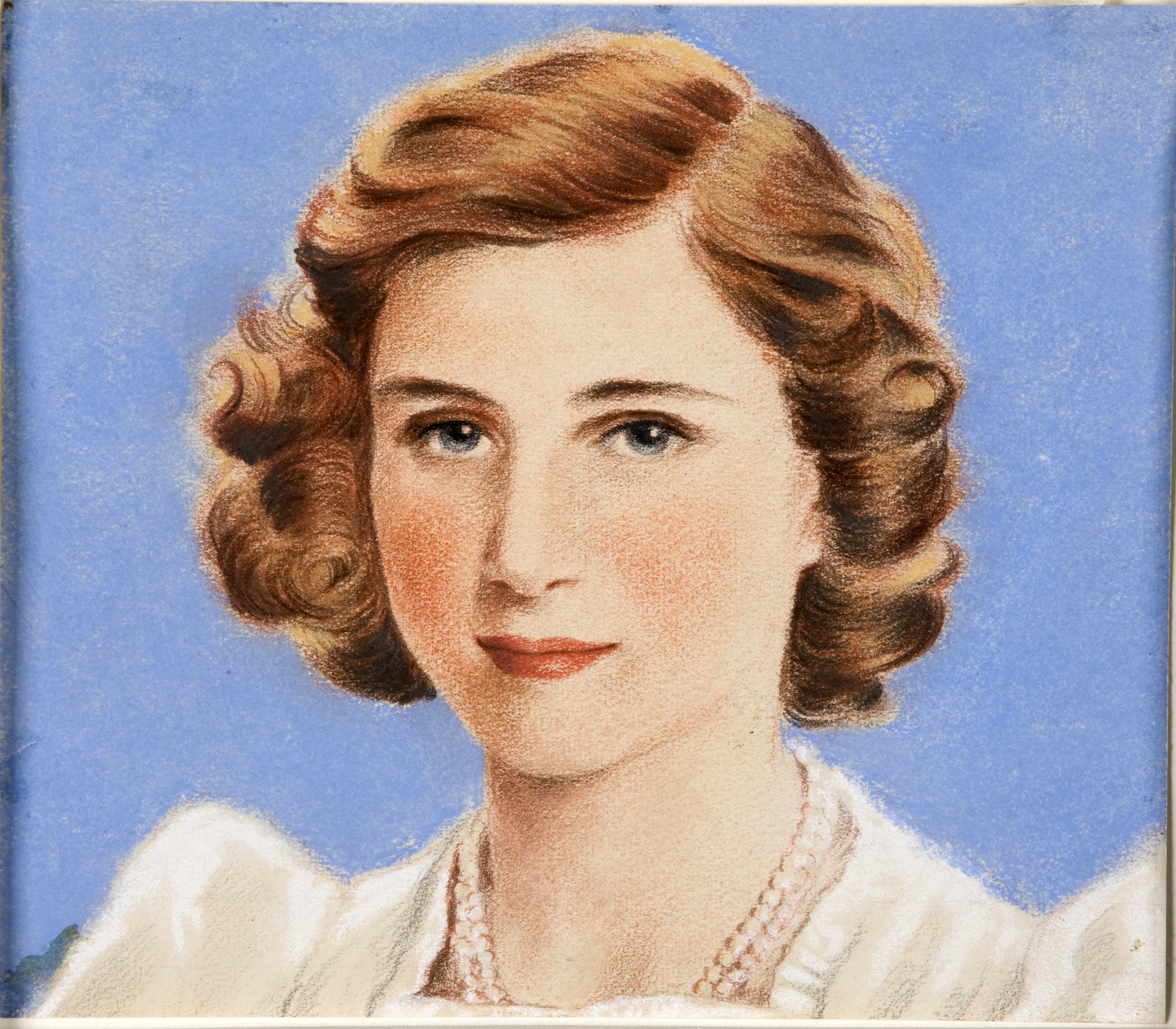
1944年頃に描かれた王女マーガレット（14歳）の肖像

スノードン伯爵夫人マーガレット王女（Princess Margaret, Countess of Snowdon、全名：マーガレット・ローズ（Margaret Rose）、1930年8月21日 - 2002年2月9日）は、イギリスの王族で、イギリス国王ジョージ6世（出生時にはヨーク公）と王妃エリザベスの次女。姉はエリザベス2世。

## 生涯

### 生い立ち
1930年8月21日、ヨーク公アルバート（後のジョージ6世）と妃エリザベスの第二子・次女として誕生した。1936年、伯父エドワード8世の退位にともなって父アルバートがジョージ6世として即位、両親と姉とともに一家4人でバッキンガム宮殿に移住する。第二次世界大戦中は両親と離れ、姉エリザベスとともに田舎に疎開していた（姉エリザベスは一時期、陸軍少尉として従軍）。

### タウンゼント大佐との出会い
1944年、父ジョージ6世が「空の英雄」ピーター・W・タウンゼント大佐を侍従武官に任命したが、王女は一目で恋に落ちる。2人の関係は長く秘されたが、1953年の姉エリザベス女王の戴冠式で王女と大佐の仲むつまじい姿がマスメディアに暴露された。
政府首脳と王族たちは、記憶も新しいエドワード8世の退位の二の舞を演じさせまいと厳しい姿勢をとった。離婚歴があり16歳も年上の大佐と結婚するならば王位継承権はおろか王族としての年金受給権も剥奪すると告げ、英国国教会としても結婚を認めない、と決定した。周囲の人間全てを敵に回したような状況で、母のエリザベス王太后すら冷淡な態度を取り、マーガレット王女に同情的だったのはその恋の始まりから知っていた姉のエリザベス女王だけであった。ただし女王も2人の結婚を願っていたわけではなく、2人が納得して穏便に別れることを望んでいたとされる。
1955年10月31日、クラレンス・ハウス宮殿で王女は大佐と会うことを許され、それが2人の別れとなった。大佐はベルギーのイギリス大使館に異動させられた。「私はピーター・タウンゼント大佐と結婚しないと決意したことを、ここにご報告します」という王女の声明文がBBCで放送された。

### 結婚
何人かの上流階級の男性と浮名を流した後、1960年、写真家のアンソニー・アームストロング＝ジョーンズと結婚した。彼は王女が浮名を流した相手の1人である既婚の3代目グレンコンナー男爵・コリン・テナントの友人だった。結婚にあたり、アンソニーはスノードン伯爵に叙爵された。
ファッション写真や王室写真家として活躍するアンソニーと結婚し、長男デイヴィッドと長女セーラの2子を得、ようやく幸せになったと周囲は思ったが、一方で自身の婚約直前にタウンゼント大佐が王女似のベルギー人女性と結婚したことにショックを受け、衝動的に婚約したという噂も囁かれていた。そしてファッション業界で生きる夫の乱れた生活 ― 薬物乱用や派手な女性関係、同性愛関係などに始終悩まされ、結婚生活は早いうちに崩壊したという。

### 離婚
1960年代後半から1970年代前半にかけては、自身もマスティク島で上流階級や大富豪などの「ジェット族」とのパーティー三昧の生活を送り、ゴシップ紙の常連となった。
1970年代初め、コリン・テナントに紹介され、自宅で雇った庭師である17歳年下の準男爵のロディ・ルウェリンと2人きりで旅行に出かけたところを飛行機内で写真に撮られ、王女の浮気が明るみに出た。その後、 1978年7月にスノードン伯爵と離婚。離婚後は、ミック・ジャガー、ピーター・セラーズなどの有名人との浮き名を流した。

### 晩年
しかし次第に落ち着きを取り戻し、ロイヤル・バレエ団の後援など芸術文化活動の中心人物になる。1981年の成婚後も王室内で孤立しがちだったダイアナ皇太子妃が頼ったのは、慣例にとらわれない人柄であったマーガレット王女であったという。両者の関係は非常に良好だったが、ダイアナがBBCの番組でインタビューに答えた後に破綻し、回復することはなかった。1995年、ベルギーでタウンゼント大佐が死去したが、同じ頃に王女も脳卒中で倒れ、車椅子の生活になった。1997年、ダイアナの葬儀に参列したものの、一貫して、故人への敵意に満ちた言動が報じられた。

### 薨去
2002年2月9日に薨去した。71歳没。100歳を越えた長寿の母、エリザベス王太后は娘の死にショックを受け、3月30日に後を追うように崩御した。
彼女の遺体はイギリス王室としては珍しく火葬された。遺灰は両親と同じ礼拝堂に埋葬されている。

## 家族
- デイヴィッド（1961年 - ） - 第2代スノードン伯爵
- サラ（1964年 - ）